# TABO
ターボー（たーぼー、1966年9月27日 - ）は東京都出身の株式会社 キサラエンタープライズに所属する日本のものまねタレント、お笑いタレントである。身長178cm、バスト97cm　ウエスト85cm　ヒップ98cm。特技:タップダンス、剣道。
石原慎太郎元東京都知事、石破茂衆議院議員の爆笑政治家ものまねを得意とし、映画、「地球防衛未亡人」では石倉元東京都知事を演じ、その才を発揮した。フジテレビ『第29、30回　日本モノマネ大賞』（アイデア賞）（熱演賞）受賞。

## 出演

### 映画
- 地球防衛未亡人 石倉元東京都知事

### テレビ
- テレビ東京『孤独のグルメ』の安田役